# Plethodon ventralis
Espèce
Statut de conservation UICN

 LC  : Préoccupation mineure
Plethodon ventralis est une espèce d'urodèles de la famille des Plethodontidae.

## Répartition
Cette espèce est endémique d'Amérique du Nord. Elle se rencontre aux États-Unis dans le sud-est du Kentucky, dans le sud-ouest de la Virginie, dans l'est du Tennessee, dans l'ouest de la Caroline du Nord, dans le nord-est de la Géorgie, dans le nord de l'Alabama et dans le nord-est du Mississippi.

## Publication originale
- Highton, 1997 : Geographic protein variation and speciation in the Plethodon dorsalis complex. Herpetologica, vol. 53, p. 345-356.